# Capanna Giuseppe Cavinato
Die Capanna Giuseppe Cavinato ist eine Biwakhütte auf der Cima d’Asta im Trentino. Sie gehört der Società degli Alpinisti Tridentini (SAT) und verfügt über zwei Schlafplätze.

## Lage
Die Biwakhütte liegt auf einer Höhe von 2840 m s.l.m. an der Südwestflanke der Cima d’Asta nur wenige Meter unterhalb des Gipfelkreuzes in aussichtsreicher Lage. 

## Geschichte
Die aus Steinen errichtete Hütte wurde 1969 von der Sektion Padua des Alpinen Vereins Giovane Montagna eröffnet und dem Gründungsmitglied der Sektion Giuseppe Cavinato gewidmet. Sie entstand auf den Resten einer italienischen Kriegsbaracke aus dem Ersten Weltkrieg, die vom Alpini-Bataillon Val Brenta errichtet worden war und als Unterstand für den Artilleriebeobachter auf der Cima d’Asta diente. Sie verfügte ursprünglich über keine Schlafplätze und bot als Notunterstand Platz für sechs Personen.
2009 übernahm die Sektion Tesino der SAT die Hütte und stattete sie mit zwei Betten aus.

## Zugänge
- Vom Rifugio Cima d’Asta, 2473 m ⊙ auf Weg 364 in 1 Stunde 15 Minuten
- Von Caoria, 817 m ⊙ auf Weg 338, 364 in 5 ½ Stunden